# Civics FC
Football Club Civics Windhoek – namibijski klub piłkarski grający w namibijskiej pierwszej lidze, mający siedzibę w mieście Windhuk.

## Sukcesy
- I liga[1]:
  - mistrzostwo (3): 2005, 2006, 2007.

- Puchar Namibii[2]:
  - zwycięstwo (3): 2003, 2008, 2021.
  - finał (2): 2010, 2011.

## Występy w afrykańskich pucharach
| Sezon | Rozgrywki     | Runda   | Kraj                     | Klub                         | Dom | Wyjazd | Dwumecz |
| ----- | ------------- | ------- | ------------------------ | ---------------------------- | --- | ------ | ------- |
| 2004  | Liga Mistrzów | wstępna | Południowa Afryka        | Supersport United FC         | 0–1 | 0–5    | 0–6     |
| 2006  | Liga Mistrzów | wstępna | Angola                   | Sagrada Esperança            | 4–0 | 1–2    | 5–2     |
| 2006  | Liga Mistrzów | 1       | Wybrzeże Kości Słoniowej | ASEC Mimosas                 | 0–1 | 0–3    | 0–4     |
| 2007  | Liga Mistrzów | wstępna | Angola                   | Atlético Petróleos de Luanda | 1–1 | 0–1    | 1–2     |

## Stadion
Domowe mecze klub rozgrywa na stadionie o nazwie Sam Nujoma Stadium w Windhuku, który może pomieścić 12300 widzów.